# Sucha Psina
Sucha Psina est une localité polonaise de la gmina de Baborów, située dans le powiat de Głubczyce en voïvodie d'Opole.